# Vlucht (groep dieren)
Een vlucht is een geordende groep vliegende vogels of insecten (bijen).
- Voorbeelden: een vlucht duiven, eenden, ganzen en dergelijke.